# Meistriliiga 2025
Die Meistriliiga 2025, offiziell A. Le Coq Premium liiga, ist die 35. Spielzeit der höchsten estnischen Fußball-Spielklasse der Herren. Sie begann am 28. Februar 2025 und endet am 8. November 2025.

## Modus
Die Liga umfasst wie in der Vorsaison zehn Teams. Alle Mannschaften spielen jeweils viermal an 36 Spieltagen gegeneinander um die Meisterschaft. Das Team auf dem letzten Platz steigt direkt ab, das Team auf dem vorletzten Rang spielt in der Relegation gegen den Abstieg.

## Teilnehmer
| Verein              | Stadt      | Stadion                  | Kapazität |
| ------------------- | ---------- | ------------------------ | --------- |
| FC Flora Tallinn    | Tallinn    | A. Le Coq Arena          | 14.3360   |
| FC Levadia Tallinn  | Tallinn    | A. Le Coq Arena          | 14.3360   |
| JK Tallinna Kalev   | Tallinn    | Kalevi Keskstaadion      | 11.5000   |
| FC Kuressaare       | Kuressaare | Kuressaare linnastaadion | 2.000     |
| JK Trans Narva      | Narva      | Kalev FAMA Staadion      | 2.000     |
| JK Tammeka Tartu    | Tartu      | Tamme staadion           | 1.600     |
| JK Vaprus Pärnu     | Pärnu      | Pärnu Rannastaadion      | 1.501     |
| Harju JK Laagri     | Laagri     | Laagri kunstmuru         | 1.000     |
| FC Nõmme Kalju      | Tallinn    | Hiiu staadion            | 0.500     |
| Paide Linnameeskond | Paide      | Paide linnastaadion      | 0.500     |

## Tabelle
| Pl.                    | Verein                 | Sp. | S  | U | N  | Tore    | Diff. | Punkte |
| ---------------------- | ---------------------- | --- | -- | - | -- | ------- | ----- | ------ |
| 1.                     | FC Levadia Tallinn (M) | 23  | 18 | 2 | 3  | 059:170 | +42   | 56     |
| 2.                     | FC Flora Tallinn       | 23  | 16 | 3 | 4  | 049:200 | +29   | 51     |
| 3.                     | Paide Linnameeskond    | 24  | 15 | 3 | 6  | 042:210 | +21   | 48     |
| 4.                     | FC Nõmme Kalju         | 24  | 14 | 2 | 8  | 048:290 | +19   | 44     |
| 5.                     | JK Trans Narva         | 24  | 13 | 3 | 8  | 043:300 | +13   | 42     |
| 6.                     | JK Vaprus Pärnu        | 24  | 9  | 6 | 9  | 041:330 | +8    | 33     |
| 7.                     | Harju JK Laagri (N)    | 24  | 5  | 4 | 15 | 027:500 | −23   | 19     |
| 8.                     | JK Tammeka Tartu       | 24  | 6  | 1 | 17 | 030:590 | −29   | 19     |
| 9.                     | FC Kuressaare          | 24  | 5  | 2 | 17 | 024:510 | −27   | 17     |
| 10.                    | JK Tallinna Kalev      | 24  | 4  | 2 | 18 | 024:770 | −53   | 14     |
| Stand: 17. August 2025 |                        |     |    |   |    |         |       |        |

Platzierungskriterien: 1. Punkte – 2. weniger zugesprochene Siege – 3. Direkter Vergleich (Punkte, Tordifferenz, geschossene Tore) – 4. Siege – 5. Tordifferenz – 6. geschossene Tore – 7. Fair-Play
| (M) | amtierender Meister         |
| (P) | amtierender Pokalsieger     |
| (N) | Aufsteiger aus der Esiliiga |

## Kreuztabellen
| Hinrunde (Runden 1–18) | Hinrunde (Runden 1–18) | Hinrunde (Runden 1–18) | Hinrunde (Runden 1–18) | Hinrunde (Runden 1–18) | Hinrunde (Runden 1–18) | Hinrunde (Runden 1–18) | Hinrunde (Runden 1–18) | Hinrunde (Runden 1–18) | Hinrunde (Runden 1–18) | 2025                | Rückrunde (Runden 19–36) | Rückrunde (Runden 19–36) | Rückrunde (Runden 19–36) | Rückrunde (Runden 19–36) | Rückrunde (Runden 19–36) | Rückrunde (Runden 19–36) | Rückrunde (Runden 19–36) | Rückrunde (Runden 19–36) | Rückrunde (Runden 19–36) | Rückrunde (Runden 19–36) |
| ---------------------- | ---------------------- | ---------------------- | ---------------------- | ---------------------- | ---------------------- | ---------------------- | ---------------------- | ---------------------- | ---------------------- | ------------------- | ------------------------ | ------------------------ | ------------------------ | ------------------------ | ------------------------ | ------------------------ | ------------------------ | ------------------------ | ------------------------ | ------------------------ |
| FC Levadia Tallinn     | FC Flora Tallinn       | Harju JK Laagri        | FC Kuressaare          | JK Trans Narva         | FC Nõmme Kalju         | Paide Linnameeskond    | JK Tallinna Kalev      | JK Tammeka Tartu       | JK Vaprus Pärnu        | Verein              | FC Levadia Tallinn       | FC Flora Tallinn         | Harju JK Laagri          | FC Kuressaare            | JK Trans Narva           | FC Nõmme Kalju           | Paide Linnameeskond      | JK Tallinna Kalev        | JK Tammeka Tartu         | JK Vaprus Pärnu          |
| —                      | 0:0                    | 5:0                    | 2:1                    | 2:1                    | 2:1                    | 2:1                    | 4:0                    | 4:0                    | 2:2                    | FC Levadia Tallinn  | —                        | :                        | 3:0                      | 2:0                      | :                        | 3:1                      | :                        | :                        | :                        | :                        |
| 1:0                    | —                      | 4:1                    | 5:0                    | 2:2                    | 2:3                    | 1:0                    | 3:1                    | 3:1                    | 0:1                    | FC Flora Tallinn    | :                        | —                        | 3:1                      | :                        | :                        | 1:0                      | 1:2                      | :                        | :                        | :                        |
| 0:1                    | 0:3                    | —                      | 1:1                    | 0:3                    | :                      | 1:2                    | 2:0                    | 4:1                    | 0:1                    | Harju JK Laagri     | :                        | :                        | —                        | :                        | :                        | :                        | :                        | :                        | :                        | :                        |
| 1:2                    | 1:3                    | 1:2                    | —                      | 2:1                    | 0:2                    | 1:2                    | 2:0                    | 2:3                    | 1:0                    | FC Kuressaare       | :                        | :                        | 1:3                      | —                        | :                        | :                        | :                        | :                        | 0:2                      | 2:1                      |
| 0:1                    | 1:2                    | 4:2                    | 0:2                    | —                      | 1:2                    | 1:0                    | 1:0                    | 4:0                    | 4:2                    | JK Trans Narva      | :                        | 1:1                      | :                        | 3:2                      | —                        | :                        | :                        | :                        | 4:1                      | :                        |
| 2:0                    | 1:2                    | 3:0                    | 4:0                    | 2:0                    | —                      | 0:2                    | 6:1                    | 2:2                    | :                      | FC Nõmme Kalju      | :                        | :                        | 1:0                      | :                        | 1:2                      | —                        | :                        | 6:2                      | :                        | 1:2                      |
| 2:1                    | 2:1                    | 2:2                    | 1:1                    | 0:1                    | 4:0                    | —                      | 5:0                    | 1:0                    | 1:0                    | Paide Linnameeskond | 0:3                      | :                        | 2:0                      | 5:1                      | 2:0                      | :                        | —                        | 2:2                      | :                        | :                        |
| 0:9                    | 0:4                    | 1:3                    | 4:1                    | 2:5                    | 0:1                    | 1:0                    | —                      | 1:2                    | 0:3                    | JK Tallinna Kalev   | 1:6                      | :                        | 3:1                      | :                        | :                        | :                        | :                        | —                        | 3:2                      | 0:2                      |
| 2:3                    | 1:2                    | 2:1                    | 1:0                    | 1:2                    | 0:1                    | 0:2                    | 5:0                    | —                      | 0:5                    | JK Tammeka Tartu    | :                        | 1:2                      | :                        | :                        | :                        | 1:3                      | :                        | :                        | —                        | :                        |
| 1:2                    | 0:3                    | 1:1                    | 2:1                    | 1:2                    | 0:3                    | 1:2                    | 2:2                    | 2:1                    | —                      | JK Vaprus Pärnu     | :                        | :                        | 2:2                      | :                        | 0:0                      | 2:2                      | :                        | :                        | 8:1                      | —                        |
| Stand: 17. August 2025 |                        |                        |                        |                        |                        |                        |                        |                        |                        |                     |                          |                          |                          |                          |                          |                          |                          |                          |                          |                          |

## Relegation
Der Zweitplatzierte der Esiliiga trifft auf den Neuntplatzierten der Meistriliiga. Die Spiele finden am 23. und 29. November 2025 statt.
|  | Gesamt |  | Hinspiel | Rückspiel |
|  | ------ |  | -------- | --------- |
|  | :      |  | :        | :         |